# Makano (cantante)
Hernán Enrique Jiménez Pino (Panamá, 7 de mayo de 1983) más conocido por su nombre artístico como Makano, es un cantante y compositor Panameño de reguetón.

## Biografía

### Primeros años
A los 12 años perteneció a un grupo musical que llevó por nombre Los Makanos, el cual estaba conformado por tres amigos que se dedicaban a cantar reggae en español.Fue por entonces donde hicieron una promesa que el primero de ellos en sacar un disco en calidad de cantante profesional, llevaría el nombre del grupo.Por aquellos tiempos Hernán Jiménez trabajaba como electricista y también se dedicaba a la albañilería.A los 16 años ya escribía sus propias composiciones en su hogar ya adoptando por entonces el nombre de Makano.

### 2001-2007: Inicios musicales
Al inicio de su carrera grabó canciones y apareció en algunas producciones discográficas como lo fue Da' Crew II de Jahir Fussa.Después Pucho Bustamente lo invitó a formar parte de una producción discográfica que finalmente no salió al mercado. En el año 2001 la productora Celia Torres, propietaria de la emisora radial Fabulosa Stereo, lo descubrió y lo llevó para hacerlo aparecer en varias de sus producciones, entre ellas: Las propias 2000 y Sin sensura.El año 2004, la compañía discográfica Panama Music, en compañía de Januario Crespo, más conocido como Nayo, lo convoca para realizar una producción discografía llamada La alianza (2004) donde Makano graba con el tema «Te va a doler», siendo el sencillo que le abrió las puertas para que en 2007 firmase un contrato con dicha discografía.

### 2008-2009:Te amo
En 2008 bajo la disquera Colombia Music estrenó su primer álbum de estudio denominado Te amo.  El lanzamiento del álbum le valió varios reconocimientos a nivel internacional, como el haber alcanzado Disco de Oro por ventas en los Estados Unidos y disco Doble Platino por descargas digitales en Suramérica.
En 2009 recibió otros reconocimientos tales como Artista Revelación del Año en los Premio Lo Nuestro, Mejor Artista Hip Hop/Urbano y Artista Revelación del Año en los Premios Texas, además fue nominado a los premios Billboard en la categoría de Artista Debut del Año.

### 2010-presente:Sin fronteras
En 2010 estrenó su segundo álbum de estudio que llevó por nombre Sin fronteras con un total de 1 canciones, el disco incluye el exitoso sencillo «Su nombre en mi cuaderno» con Josenid. Ese mismo año participó en el evento Teletón de Chile 2010.

## Discografía
Álbumes de estudio
- 2008: Te amo
- 2010: Sin fronteras

Eps
- 2009: 6 Super Hits
- 2016: Asi soy yo

## Premios y nominaciones
| Año  | Premios                   | Galardón                  | Trabajo Nominado | Resultado | Ref.  |
| ---- | ------------------------- | ------------------------- | ---------------- | --------- | ----- |
| 2009 | Premios Texas             | Mejor artista revelación  | El mismo         | Ganador   | [ 5 ] |
| 2009 | Premios Texas             | Mejor artista de hip hop  | El mismo         | Ganador   | [ 5 ] |
| 2009 | Premios Billboard Latinos | Artista debut del año     | El mismo         | Nominado  | [ 7 ] |
| 2010 | Premio Lo Nuestro         | Revelación del año urbano | El mismo         | Ganador   | [ 8 ] |